# 科爾諾迪多斯德山

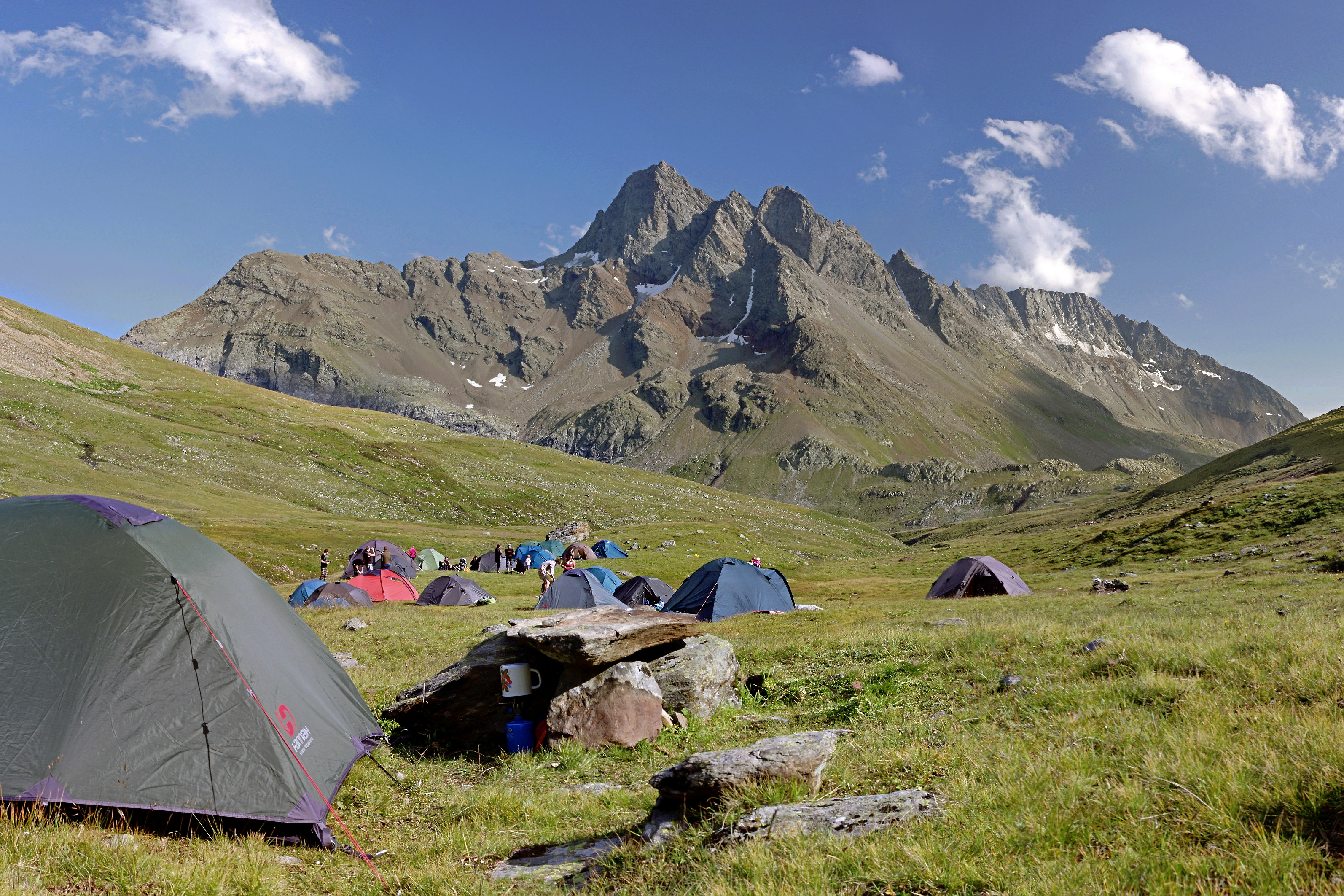
科爾諾迪多斯德山

46°24′27″N 10°10′09″E / 46.40750°N 10.16917°E
科爾諾迪多斯德山（義大利語：Corno di Dosdè），是意大利的山峰，位於該國北部，由倫巴第大區負責管轄，屬於利維尼奧阿爾卑斯山脈的一部分，海拔高度3,232米，每年平均降雨量1,386毫米。